# Kalco
Kalco es una variedad cultivar de manzano (Malus domestica).
criado en el antiguo Kaiser-Wilhelm-Institut für Züchtungsforschung en Müncheberg, Brandeburgo Alemania. Las frutas tienen un sabor dulce, subacido y aromático.

## Sinónimos
- "Carola".[4]

## Historia

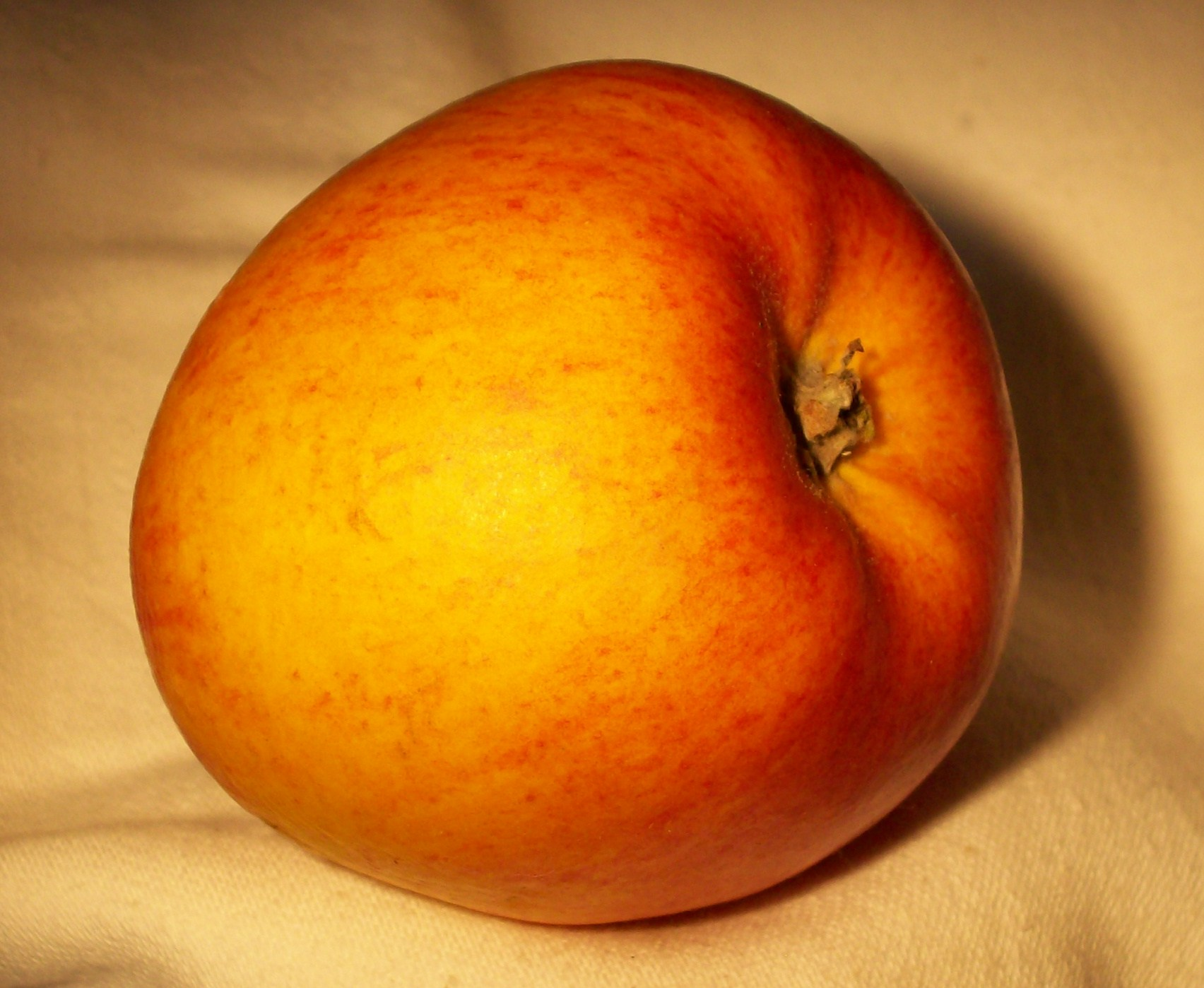
La Manzana 'Carola'

'Kalco' es una variedad de manzana, a partir de plántulas de semillas de 'Cox's Orange Pippin'. Criado por el profesor ???? Schmidt en el Instituto Kaiser Wilhelm en Branderburg (Alemania) en la década de 1930.
'Kalco' se cultiva en la National Fruit Collection con el número de accesión: 1967 - 003 y nombre de accesión: Kalco.

## Características
'Kalco' tiene un tiempo de floración que comienza a partir del 5 de mayo con el 10% de floración, para el 10 de mayo tiene una floración completa (80%), y para el 18 de mayo tiene un 90% caída de pétalos.
'Kalco' tiene una talla de fruto es mediano; forma amplia truncado cónica; con nervaduras fuertes, corona medio-fuerte; epidermis con color de fondo amarillo, con sobre color naranja en una cantidad de color superior media, con sobre patrón de color rayado / moteado, "russeting" (pardeamiento áspero superficial que presentan algunas variedades) muy bajo, cera en cantidad media; carne muy firme, textura de la pulpa gruesa y color de la pulpa amarillento, sabor dulce, subacido y aromático.
Su tiempo de recogida de cosecha se inicia a mediados de septiembre. Necesita uno o dos meses de almacenamiento para desarrollar su textura y aroma finos y perder parte de su amargor.

## Usos
A menudo se come fresco, manzana de mesa, pero también es una buena manzana para cocinar.
Recomendada para el huerto familiar, irrelevante en el cultivo comercial de frutas en la actualidad.

## Ploidismo
Auto estéril. Grupo de polinización: C Día10
Polinizadores: 'Alkmene', 'Cox's Orange Pippin', 'Golden Delicious', 'Golden Winter Pearmain', 'James Grieve', 'Dr. Oldenburg', 'Ontario', 'Transparente blanche', 'Tumanga'.